# Ballinalacken Castle
Ballinalacken Castle (irisch Caisleán Bhaile na Leacan) ist die Ruine eines Tower House in der Gemeinde Killilagh im irischen County Clare. Man weiß nicht genau, wann es erbaut wurde, schätzt es aber auf das 15. oder Anfang des 16. Jahrhunderts.

## Name
Der Name bezieht sich auf den Namen des Townlands Ballynalackan (irischen Baile na Leacan, dt.: „Heimstatt des Berghangs“).

## Standort
Die Ruine steht auf einem Gebiet, das Burren genannt wird, auf einem Kalksteinfelsen über den Straßen von Lisdoonvarna nach Fanore und Doolin. Unterhalb der Burgruine liegt die Kreuzung der Fernstraßen R477 und R479.

## Geschichte

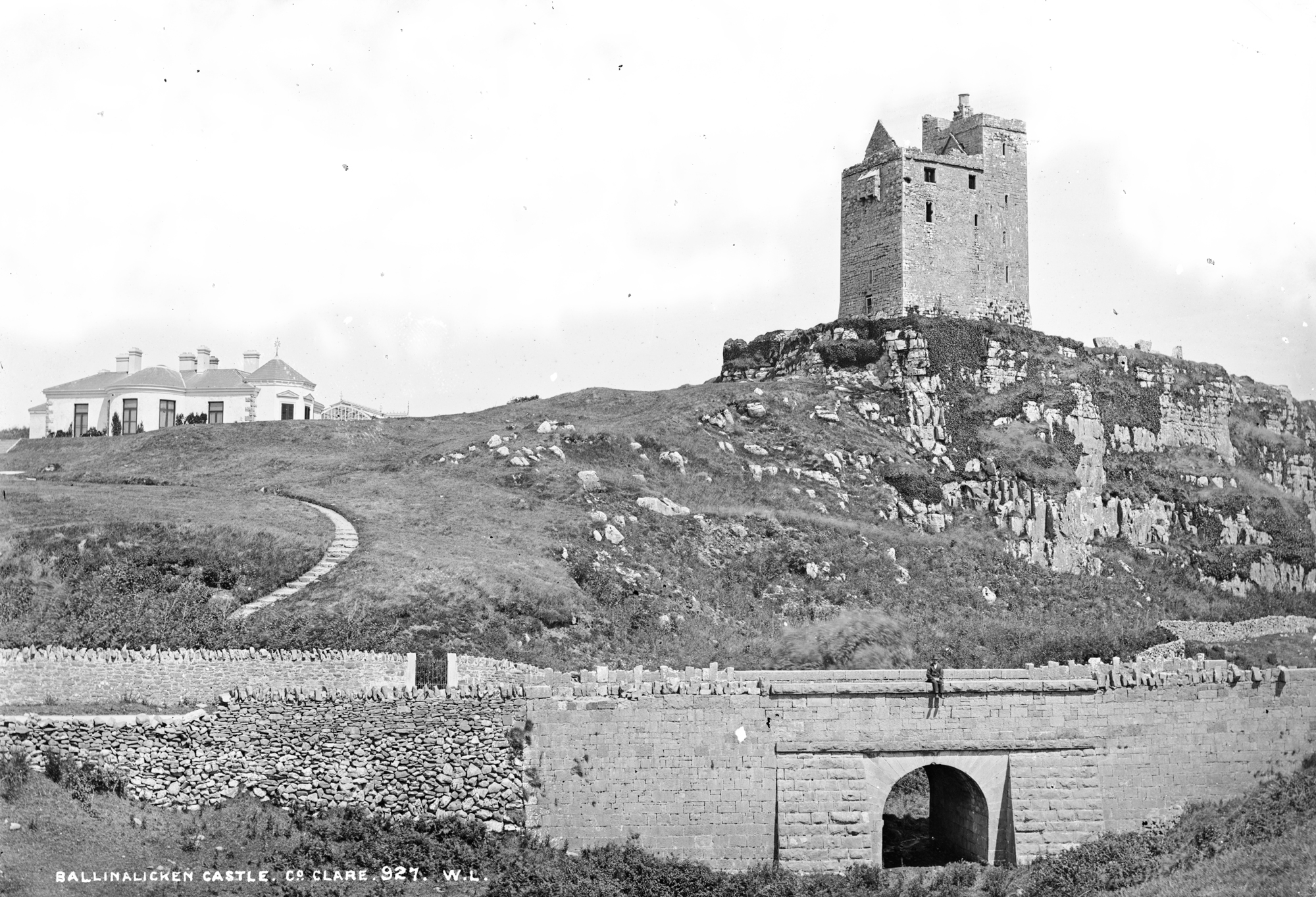
Ballinalacken Castle Ende des 19. Jahrhunderts; das Wohnhaus und spätere Burghotel liegt links davon.

Wenn man die erhöhte Position des Standortes in Betracht zieht, so ist es wahrscheinlich, dass dort schon früher Befestigungen gebaut wurden, aber davon ist heute nichts mehr zu sehen. Ende des 14. Jahrhunderts ließ Lachlan MacCon O’Connor angeblich dort eine Festung errichten.
Das heutige Tower House ähnelt Leamaneh Castle, da beide Gebäude über einen längeren Zeitraum hinweg gebaut wurden. Der älteste Teil ist der hohe Turm im Osten, der vermutlich aus dem 15. Jahrhundert stammt. 1564 verloren die O’Connors ihr Territorium und 1584–1585 wurde die Burg offiziell an Sir Turlough O’Brien übertragen. Nach der irischen Rebellion von 1641 und der folgenden Umorganisation durch die Verwaltung Cromwells richtete Turlough O’Connors Sohn Daniel 1654 eine Petition an die englische Kommission, das Haus vor dem Abriss zu bewahren. Entweder er oder sein Sohn, Teigue, ließen später einen Anbau an Ballinalacken Castle erstellen. Teigues Sohn, Donough, wiederum, nannte sich „of Ballinalacken“. Das Haus blieb bis Mitte des 18. Jahrhunderts in Besitz der O’Briens aus Ennistymon und fiel dann an einen anderen Zweig der Familie. Die O’Briens aus Ballinalacken führen ihre Abstammung auf Turlough Don zurück der 1528 starb, ebenso wie auf den Ennistymon-Zweig  der O’Briens, der von Sir Donald O’Brien aus Dough Castle begründet wurde, der 1579 verstarb. In den Jahren 1641/1642 gehörte die Burg Daniel O’Brien aus Dough Castle und 1654 ordnete ein Offizier aus Cromwells Truppen an, dass die Burgen von Ballinalacken und Dough von der Schleifung ihrer Befestigungen verschont blieben. Durch das Siedlungsgesetz von 1667 wurde ein Captain Hamilton Eigentümer des Tower House, aber die O’Briens erhielten es zurück. Die O’Briens waren damals eine der mächtigsten Familien Irlands und ließen mehrere Burgen erbauen, darunter Ballinalacken Castle. 1837 plante der damalige Besitzer, es renovieren zu lassen.
Das bungalowartige Ballinalacken Castle Hotel mit seiner gebogenen Frontfassade entstand in den 1840er-Jahren als Wohnhaus für die Lords O’Brien. Vermutlich ließ es John O’Brien († 1855), Parlamentsabgeordneter und ältester Sohn von James und Margaret O’Brien, erbauen. Margaret verwitwete 1806 und heiratete Cornelius O’Brien. John O’Brien war der Vater von Peter O’Brien, 1. Baron O’Brien. Im Haus gibt es einen offenen Kamin, der aus einem einzigen Marmorblock geschnitten wurde, und ein kreisrundes Dachfenster. Man findet auch originale, farbige Glasfenster und ein steinernes Helmkleinod der O’Briens. 1938 wurde das Wohnhaus zu einem Gästehaus umgestaltet.

## Beschreibung
Das Tower House ist mit einer Einfriedung umgeben, die man durch ein mit Konsolen und Maschikulis versehenes Tor betritt. Das Tower Haus selbst scheint in zwei Abschnitten gebaut worden zu sein, die später miteinander verbunden wurden. Der schmälere und ein Stockwerk höhere Ostflügel hat eine Toreinfahrt mit einem Maschikuli darüber. Eine Portiersloge liegt der Wendeltreppe gegenüber, durch die man drei Stockwerke mit Schlafzimmern erreichen kann. Diese haben kleine Fenster. Vom obersten Stockwerk aus gibt es einen Zugang zu einem Mauerumgang. Der Hauptflügel hat einen fein geschnittenen, offenen Kamin im Tudorstil (datiert auf 1641). Die Maschikulis in diesem Gebäudeteil enthalten mehrere Schießscharten.